# Bulbophyllum lissoglossum
Bulbophyllum lissoglossum är en orkidéart som beskrevs av Jaap J. Vermeulen. Bulbophyllum lissoglossum ingår i släktet Bulbophyllum och familjen orkidéer. Inga underarter finns listade i Catalogue of Life.